# Mario Paoletti
Mario Paoletti   (Buenos Aires, 20 de juny de 1940 - Toledo, 14 de novembre de 2020) fou un escriptor, periodista i literat argentí. Entre les seves obres més destacades hi ha la Trilogía argentina i notables estudis sobre Mario Benedetti i Jorge Luis Borges.
Des de molt jove va estar vinculat al periodisme gràfic a través de col·laboracions a la revista d'humor polític Tía Vicenta. El 1959 s'instal·la a la província de La Rioja on, juntament amb el seu germà Alipio, refunda un llegendari diari local, El Independiente, començant així una pàgina històrica en el periodisme riojà. En aquesta província va desenvolupar la seva tasca com a periodista i va escriure els seus primers contes i poemes.
En aquesta època va freqüentar escriptors propers al cercle del poeta Ariel Ferraro, a la casa del qual arribaven molts dels intel·lectuals que destacaven en el pla local i nacional. Va ser amic de Daniel Moyano, amb qui compartiria el destí de l'exili a la dècada dels setanta.
El 24 de març de 1976, en esclatar el Cop d'estat a Argentina, va ser empresonat juntament amb altres treballadors de la redacció d'El Independiente. Després de passar quatre anys empresonat, va ser expulsat del país i s'instal·la a Espanya.
Les seves vivències a les presons argentines, i molt especialment a la de Sierra Chica, varen quedar plasmades a la seva novel·la A fuego lento, la segona de la "Trilogía Argentina".
La seva producció abasta diversos gèneres: va publicar poesia, contes, novel·les, assaigs de crítica literària i d'actualitat política. Vivia a Toledo, Espanya, on dirigia des del 1984 el "Centro de Estudios Internacionales" de la Fundación Ortega-Marañón (ex Fundación Ortega y Gasset).

## Obres
Narrativa
- Quince Monedas (“Premio Ciudad de Toledo”, 1993)
- Antes del Diluvio, Editorial de Belgrano, Buenos Aires,1988
- A Fuego Lento, Editorial de Belgrano, Buenos Aires, 1993
- Mala Junta, Editorial de Belgrano, Buenos Aires, 1999
- Vasco busca vasco, (“Premio Nacional de novela ‘Francisco Ayala’, 2002), Editat per: Departamento de Publicaciones de la Universidad Popular José Hierro, 2002
- Hotel Fénix, Emecé, Editorial Botellalmar, Toledo, 2008
- Quijote Exprés, Emecé, Buenos Aires, 2014
- En el hueco del día, Lampalagua Ediciones, La Rioja, 2014

Poesia
- Poemas con Arlt, Ediciones del Monte Negro, Madrid, 1983
- Inventario, Editorial Gráficas del Tajo,1990
- Arltianas, Editorial Pandemia, La Rioja, 2000
- Poemas con Ortega, Editorial Biblioteca Nueva, Madrid, 2005
- Retratos y autoretratos, Editorial Botellalmar, Toledo, 2007
- Viceversa, Editorial Botellalmar, Sevilla, 2010
- Hetero/doxos, Editorial Biblioteca Nueva, Madrid, 2013

Antologies
- De todo un poco. Antología personal. Serie Antologías. Biblioteca Mariano Moreno, La Rioja, 2010

Assaigs
- El Aguafiestas (Biografía de Mario Benedetti), Seix Barral, 1995
- Borges Verbal, en colaboración con Pilar Bravo, Emecé, 1999
- El otro Borges, Emecé, 2010
- La novias de Borges, Emecé, 2011